# Lavr Kornílov
Lavr Gueórguievitx Kornílov (rus: Лавр Георгиевич Корнилов) (18 de juliol de 1870 - Krasnodar, 13 d'abril de 1918) fou un general de l'exèrcit rus, més conegut per l'intent de cop d'estat al govern provisional d'Aleksandr Kérenski, durant la Revolució Russa de 1917.
Nascut a Ust-Kamenogorsk, stanitsa Karkaralinskia (станица Каркаралинская), en una família cosaca de Semiretxie, es desenvolupà com a militar de professió en l'exèrcit de l'Imperi Rus. Durant el 1890 i 1904 encapçalà diverses expedicions al Xinjiang, l'Afganistan i l'Iran i va adquirir coneixements en diversos idiomes centreasiàtics. Durant la Guerra russo-japonesa fou condecorat amb l'Orde de Sant Jordi per la seva valentia i ascendit al rang de coronel.
Va servir com a agregat militar a la Xina durant 1907-1911 i en qualitat de comandant general dirigí la divisió d'infanteria al començament de la Primera Guerra Mundial, però l'abril de 1915 fou capturat pels austríacs. Després de fugar-se el 1916, li fou concedit el comandament del Districte Militar de Petrograd i el juliol de 1917 fou nomenat comandant en cap de les forces armades del govern provisional.
Decidí intervenir en la caòtica situació de Rússia perquè, igual que la classe mitjana de l'època, creia que el constant deteriorament de la nació la convertiria en una anarquia i que una derrota militar seria desastrosa per l'orgull i honor russos. Lenin i els seus espies alemanys, va dir Kornílov, han de ser executats, els soviètics erradicats, la disciplina militar restaurada i el govern provisional reestructurat.
L'agost de 1917 realitzà una crida a tots els russos per "salvar llurs terres" i ordenà les seves tropes avançar vers Petrograd. Incert en el nombre de tropes enemigues, Kérenski (líder del govern provisional) es va veure obligat a demanar ajuda per tot arreu, incloent-hi la guàrdia roja bolxevic.
Després del seu fracàs de cop d'estat en setembre de 1917, fou sentenciat a arrest domiciliari. A partir de llavors, els bolxevics aconseguiren el poder del territori rus. De nou, escapant-se del seu empresonament, viatjà cap a Novotxerkassk, on juntament amb el general Mikhaïl Alekséiev col·laborà en la formació del contrarevolucionari Exèrcit Voluntari. Va morir a Krasnodar l'abril de 1918, durant un enfrontament amb l'Exèrcit Roig, quan una granada enemiga explotà a la seva caserna.